# Rozprawa sądowa
Treść tego artykułu od 2025-08 należy opracować w taki sposób, aby nie uwypuklała nadmiernie polskiej specyfiki / aby nie zawężała się tylko do polskich warunków
Dokładniejsze informacje o tym, co należy poprawić, być może znajdują się w dyskusji tego artykułu.
 Po wyeliminowaniu niedoskonałości należy usunąć szablon {{Dopracować}} z tego artykułu.
Rozprawa sądowa – porządek zasadniczych czynności podejmowanych na sesji sądowej w celu rozpoznania sprawy, to jest orzeczenia o prawach i obowiązkach zainteresowanych.

## Tok i zasady rozprawy

### Wspólne dla wszystkich rodzajów postępowań[1]

#### Tok
Rozprawa następuje po wywołaniu sprawy według kolejności przewidzianej na dany dzień i po sprawdzeniu obecności na sali stron (zainteresowanych) oraz innych osób wezwanych. 
Tok rozprawy obejmuje:
- przewód (przedstawienie i rozpoznanie wniosków zainteresowanych oraz odpowiednie do tego przeprowadzenie dowodów),
- głosy końcowe (przedstawienie ostatecznych żądań i wniosków zainteresowanych odpowiednio do wyniku postępowania dowodowego) oraz
- wyrokowanie (narada, sporządzenie orzeczenia rozstrzygającego i jego ogłoszenie przez sąd).

#### Zasady
Rozprawa odbywa się w zasadzie:
- jawnie, czyli z udziałem publiczności (tzw. zasada jawności),
- ustnie, czyli przez wypowiedzi sądu, zainteresowanych i przesłuchiwanych (tzw. zasada ustności),
- przez bezpośrednie zapoznanie się sądu z materiałem dowodowym, czyli przesłuchanie osób, odczytanie dokumentów, oględziny rzeczy itp. (tzw. zasada bezpośredniości),
- przy równym prawie zainteresowanych do przedstawiania własnych żądań i wniosków (tzw. zasada równości stron).

### Rozprawa wpostępowaniu karnym
Rozprawa główna składa się z 4 części: (po wywołaniu sprawy na salę sądową przez protokolanta)
1. Rozpoczęcie rozprawy głównej ma charakter organizacyjno-porządkowy; polega na sprawdzeniu obecności stron, obrońców, pełnomocników, biegłych, tłumaczy, świadkow (i innych osób wezwanych)
2. Przewód sądowy rozpoczyna się od odczytania aktu oskarżenia przez oskarżyciela (publicznego lub prywatnego) albo protokolanta, po czym następuje postępowanie dowodowe  poprzez przesłuchania (oskarżonych, świadków), prezentacje opinii biegłych, oględziny dowodów rzeczowych, odczytanie dokumentów, odsłuchanie zapisu dźwięku (np. rozmowy utrwalonej na taśmie magnetycznej) lub obrazu (np. filmu na nośniku elektronicznym)
3. Głosy stron to końcowe wypowiedzi stron (oskarżyciel publiczny, posiłkowy lub prywatny, oskarżony), ewentualnie ich pełnomocników (pełnomocnik oskarżyciela posiłkowego lub prywatnego), które celują w podsumowanie wyników postępowania dowodowego i wywiedzenie na tej podstawie wniosków kierowanych do sądu, co do sposobu rozstrzygnięcia sprawy (tzw. mowa końcowa)
4. Wyrokowanie, składa się z dalszych dwóch grup czynności:
  1. Ustalenie treści wyroku (czynności niejawne) – przeprowadzenie narady nad treścią rozstrzygnięcia, a następnie, stosownie do wyników głosowania, sporządzenie (spisanie i podpisanie przez wszystkich sędziów) orzeczenia,
  2. Ogłoszenie wyroku (czynności jawne) – publiczne ogłoszenie wyroku poprzez jego odczytanie oraz ustne przedstawienie motywów rozstrzygnięcia (wyjaśnienie na jakich dowodach sąd oparł ustalenia faktyczne i jakie przepisy prawa zastosował)